# U.S. Bank Stadium
El U.S. Bank Stadium és un estadi de futbol americà situat a la ciutat de Minneapolis (Minnesota), Estats Units. És la casa dels Minnesota Vikings de la National Football League (NFL) des de la temporada 2016-17.

## Història
Els Vikings pretenien construir un nou estadi obert o amb sostre retràctil. No obstant això, els governs de la ciutat i l'estat preferien un estadi de sostre tancat, per a reduir el cost de construcció, i permetre que es pogués utilitzar tot l'any. Finalment, es va decidir per utilitzar sostre i panells de parets transparents, per a permetre vista a l'exterior, llum natural i clima controlat.
El 15 de juny de 2015, els Vikings van anunciar que U.S. Bank havia adquirit els drets del nom amb un contracte de $220 milions per 25 anys.

## Esdeveniments
El 20 de maig de 2014, l'NFL va premiar a Minneapolis amb la celebració de la Super Bowl LII acordat per al 4 de febrer del 2018. Indianapolis i Nova Orleans també van voler acollir el partit, però sense sort.
| Data                | Super Bowl     | Equip                | Punts | Equip               | Punts | Assistència |
| ------------------- | -------------- | -------------------- | ----- | ------------------- | ----- | ----------- |
| 4 de febrer de 2018 | Super Bowl LII | New England Patriots | 33    | Philadelphia Eagles | 41    |             |